# Agrippa Furius Fusus
Agrippa Furius Fusus was een Romeins politicus, die in 446 v.Chr. consul van de Romeinse Republiek was.
Quinctius was lid van de oude patricische gens Furia. Hij werd in 446 v.Chr. tot consul gekozen, zijn medeconsul was Titus Quinctius Capitolinus Barbatus.
Dat jaar plunderden de Aequi en Volsken opnieuw het Romeinse platteland. Omdat de spanningen tussen de patriciërs en plebejers weer waren opgelopen was het onmogelijk een strijdmacht bij elkaar te krijgen. De plunderaars naderden de muur van Servius Tullius tot aan de Porta Esquilina zonder dat hen iets in de weg werd gelegd. In een hartstochtelijke toespraak wist de ervaren consul Quinctius het volk te raken, waarna in korte tijd een leger werd gevormd om met de vijanden af te rekenen.
Furius beval de linkervleugel en zijn medeconsul Quinctius de rechtervleugel, terwijl legatus Spurius Postumius Albus Regillensis het commando over het centrum had. Bij Corbio vond een veldslag plaats tussen het leger van de Romeinen en troepen van de Aequi en Volsken. Het centrum van de vijand werd het eerst doorbroken, waarna Quinctius hun linkervleugel terugdrong. Toen ook de rechterkant instortte werd het vijandelijke kamp ingenomen en was de overwinning compleet.
Datzelfde jaar vroegen de plaatsen Ardea en Aricia aan Rome recht te spreken in hun langdurige onderlinge conflict over een stuk land waar ze beiden aanspraak op maakten. Tijdens de behandeling beweerde Scaptius, een oude plebejer, dat het betreffende land oorspronkelijk aan Corioli had behoord. Deze stad van de Volsken was in 493 v.Chr. door Gaius Marcius Coriolanus ingenomen, waardoor het land dus aan Rome zou toebehoren.